# Шей Віґем
Фра́нклін Шей Ві́ґем молодший (англ. Franklin Shea Whigham Jr.; нар. 5 січня 1969, Таллахассі, Флорида, США) — американський актор.

## Життєпис
Франклін Шей Віґем молодший народився в Таллахассі, США в родині адвоката міста Лейк Мері, Френка та шкільної бібліотекарки Крістіни. У віці п'яти років родина переїхала до Центральної Флориди, де Шей закінчив середню школу. Вступив у дворічний коледж у Тайлері та продовжив навчання у Перчейз-коледжі, Нью-Йорк. Після коледжу Віґем разом з сусідом кімнатою Керком Асеведо заснували театральну трупу і Шей протягом трьох років працював як актор і художній керівник.
Шей Віґем — батько акторки Джорджії Віґем («Тринадцять причин чому», «Орвілл», «Каратель»).

## Кар'єра
Поява Ше на телебаченні відбулася 1997 року, в одному з епізодів серіалу «Історії про привидів». У воєнній драмі Джоеля Шумахера «Країна тигрів» зіграв рядового Вілсона — товариша по службі Роланда Бозза (Колін Фаррелл) та Джима Пекстона (Меттью Девіс). 2003 зіграв Тіпа, друга Пола (Пол Шнайдер), у романтичній драмі «Всі справжні дівчата». Потім актор зіграв у кількох епізодах серіалів «Медичне розслідування», «Швидка допомога», а також виконав ролі другорядного плану в фільмах «Не з цього світу», «Чоловік у домі», «Віра моїх батьків», «Королі Доґтауна».
2006 року Шей виконав роль рок-музиканта у фільмі «Самогубці: Історія кохання» та ув'язненого, який вийшов на волю в драмі «До першого снігу». Два роки потому актор з'явився на екранах у ролі злочинця Денніса у фільмі жахів «Скабка». У кримінальній драмі з Коліном Фарреллом та Едвардом Нортоном «Гордість і слава» Шей виконав роль офіцера. 2009-го відбулася прем'єра високобюджетного фільму «Форсаж 4», у ньому Віґем зіграв агента ФБР Стасяка. З наступного року і до 2014 актор був в основному складі серіалу «Підпільна імперія». У нього була роль брата Накі (Стів Бушемі) Елі. У 2016 був задіяний на знімальному майданчику серіалу «Завучі».

## Фільмографія

### Фільми
| Рік  | Назва                                    | Оригінальна назва                            | Роль                 | Примітки               |
| ---- | ---------------------------------------- | -------------------------------------------- | -------------------- | ---------------------- |
| 2000 | «Країна тигрів»                          | Tigerland                                    | рядовий Вілсон       |                        |
| 2001 | «Гранична глибина»                       | Submerged                                    | Капітан Олівер Накін | телефільм              |
| 2002 | «Погана компанія»                        | Bad Company                                  | агент Веллз          | в титрах не зазначений |
| 2002 |                                          | R.U.S./H.                                    | Оделл Тіппі          | телефільм              |
| 2003 | «Всі справжні дівчата»                   | All the Real Girls                           | Тіп                  |                        |
| 2004 | «Не з цього світу»                       | Out of This World                            | Расселл Рід          |                        |
| 2004 | «Вода»                                   | Water                                        | Деніел Вест          |                        |
| 2005 | «Чоловік у домі»                         | Man of the House                             | Ґолт                 |                        |
| 2005 | «Віра моїх батьків»                      | Faith of My Fathers                          | Норріс Оверлі        | телефільм              |
| 2005 | «Королі Догтауна»                        | Lords of Dogtown                             | Дрейк Лендон         |                        |
| 2006 | «Самогубці: Історія кохання»             | Wristcutters: A Love Story                   | Юджин                |                        |
| 2006 | «До першого снігу»                       | First Snow                                   | Вінсент              |                        |
| 2008 | «Південь небес»                          | South of Heaven                              | Мед                  |                        |
| 2008 | «Гордість і слава»                       | Pride and Glory                              | Кенні                |                        |
| 2008 | «Скабка»                                 | Splinter                                     | Денніс Фарелл        |                        |
| 2009 | «Кімната смерті»                         | The Killing Room                             | Тоні Маззолла        |                        |
| 2009 | «Кривавий струмок»                       | Blood Creek                                  | Люк Бенні            |                        |
| 2009 | «Спунер»                                 | Spooner                                      | Стен Манфретті       |                        |
| 2009 | «Форсаж 4»                               | Fast & Furious                               | агент Стасяк         |                        |
| 2009 | «Поганий лейтенант»                      | The Bad Lieutenant: Port of Call New Orleans | Джастін              |                        |
| 2010 | «Вільне радіо Альбемута»                 | Radio Free Albemuth                          | Філ                  |                        |
| 2010 | «Все на краще»                           | Barry Munday                                 | Дональд              |                        |
| 2010 | «Мачете»                                 | Machete                                      | Сніпер               |                        |
| 2010 | «Змовниця»                               | The Conspirator                              | капітан Котінгем     |                        |
| 2011 | «Укриття»                                | Take Shelter                                 | Дьюарт               |                        |
| 2011 | «Адвокат на лінкольні»                   | The Lincoln Lawyer                           | Корлісс              |                        |
| 2011 | «Де б ти не був»                         | This Must Be the Place                       | Ерні Рей             |                        |
| 2011 | «Пастка 44»                              | Catch .44                                    | Біллі                |                        |
| 2012 | «Всі люблять китів»                      | Big Miracle                                  | пілот Конрад         |                        |
| 2012 | «Особливо небезпечні»                    | Savages                                      | Чед                  |                        |
| 2012 | «Історія оптиміста. Мій хлопець — псих!» | Silver Linings Playbook                      | Джейк                |                        |
| 2013 | «Форсаж 6»                               | Fast & Furious 6                             | агент Стасяк         |                        |
| 2013 | «Американська афера»                     | American Hustle                              | Карл Елвей           |                        |
| 2013 | «Вовк з Волл-стріт»                      | The Wolf of Wall Street                      | Тед Бічем            |                        |
| 2014 | «Повітряний маршал»                      | Non-Stop                                     | агент Маренік        |                        |
| 2015 | «Лілі та Єва»                            | Lila & Eve                                   | детектив Голлістон   |                        |
| 2015 | «Поліцейський автомобіль»                | Cop Car                                      | чоловік              |                        |
| 2015 | «Лицар кубків»                           | Knight of Cups                               | Джим                 |                        |
| 2016 | «Стартрек: За межами Всесвіту»           | Star Trek Beyond                             | лідер                | озвучення              |
| 2016 | «Тривалість життя»                       | Term Life                                    | Марті Міллер         |                        |
| 2017 |                                          | LAbyrinth                                    | Френк                |                        |
| 2017 | «Зошит смерті»                           | Death Note                                   | Джеймс Тернер        |                        |
| 2017 | «Конг: Острів Черепа»                    | Kong: Skull Island                           | Ерл Коул             |                        |
| 2017 |                                          | The Legend of Master Legend                  | Арахісоголовий       | телефільм              |
| 2018 | «Шпигунська гра»                         | The Catcher Was a Spy                        | Джо Кронін           |                        |
| 2018 | «На вістрі»                              | Beirut                                       | Гері Рузак           |                        |
| 2018 | «Погані часи у "Ель Роялі"»              | Bad Times at the El Royale                   | Вудбері Лоренс       |                        |
| 2018 | «Сікаріо 2»                              | Sicario: Day of the Soldado                  | Енді                 |                        |
| 2018 | «Перша людина»                           | First Man                                    | Едвард Гіґґінс Вайт  |                        |
| 2018 | «Влада»                                  | Vice                                         | Вейн Вінсент         |                        |
| 2019 | «Джокер»                                 | Joker                                        | поліцейський         |                        |
| 2021 | «Форсаж 9»                               | F9                                           | поліцейський         |                        |
| 2022 | «Сіра людина»                            | The Gray Man                                 | батько Шостого       |                        |
| 2023 | «Церемоніальний танець»                  | Fancy Dance                                  | Френк                |                        |
| 2023 | «Айлін»                                  | Eileen                                       | Джим Данлоп          |                        |
| 2023 | «Людина-павук: Крізь Всесвіт»            | Spider-Man: Across the Spider-Verse          | Джордж Стейсі        | озвучення              |
| 2023 | «Місія нездійсненна 7»                   | Mission: Impossible 7                        | Девід Рамсфельд      |                        |
| 2025 | «Формула-1»                              | F1                                           | Чіп Гарт             |                        |
| 2025 | «Місія нездійсненна 8»                   | Mission: Impossible 8                        | Девід Рамсфельд      |                        |

### Серіали
| Рік       | Назва                   | Оригінальна назва     | Роль                 | Примітки                        |
| --------- | ----------------------- | --------------------- | -------------------- | ------------------------------- |
| 1997      | «Історії про привідів»  | Ghost Stories         | Ерік Дюк             | 1 епізод                        |
| 2004      | «Медичне розслідування» | Medical Investigation | Баррет Фідлер        | 2 епізоди                       |
| 2006      | «Швидка допомога»       | ER                    | Боббі Кенйон         | 3 епізоди                       |
| 2007      | «Перемовники»           | Standoff              | Андре/Джерад Кендалл | 1 епізод                        |
| 2009      | «Теорія брехні»         | Lie to Me             | Джаред Блант         | 1 епізод                        |
| 2009      | «4исла»                 | Numb3rs               | Том                  | 1 епізод                        |
| 2009      | «Медіум»                | Medium                | Патрік Вілкез        | 1 епізод                        |
| 2010-2014 | «Підпільна імперія»     | Boardwalk Empire      | Еліас «Елі» Томпсон  | 56 епізодів                     |
| 2014      | «Справжній детектив»    | True Detective        | Джоель Теріот        | 2 епізоди                       |
| 2015      | «Агент Картер»          | Agent Carter          | Роджер Дулі          | 7 епізодів                      |
| 2015      | «Правосуддя»            | Justified             | Меррілл              | Епізод: "Collateral"            |
| 2016-2017 | «Завучі»                | Vice Principals       | Рей Ліптрепп         | 15 епізодів                     |
| 2017      | «Фарго»                 | Fargo                 | Мо Даммік            | 5 епізодів                      |
| 2017      | «Нарко»                 | Narcos                | агент Даффі          | 2 епізоди                       |
| 2018      | «Вейко»                 | Waco                  | Мітч Декер           | 6 епізодів                      |
| 2018      | «Брудний Джон»          | Dirty John            | Томас Карраско       | Епізод: "Lord High Executioner" |
| 2019      | «Сучасне кохання»       | Modern Love           | Пітер                | 2 епізоди                       |
| 2020      | «Перрі Мейсон»          | Perry Mason           | Піт Стрікленд        | 8 епізодів                      |
| 2022      | «Газлайт»               | Gaslit                | Джордж Лідді         | 8 епізодів                      |
| 2025      | «Первісна Америка»      | American Primeval     | Джим Бріджер         | 6 епізодів                      |